# 東向島站
東向島站（日语：／ Higashi-mukōjima eki */?）位於日本東京都墨田區東向島四丁目，是東武鐵道伊勢崎線（東武晴空塔線）的鐵路車站。車站編號是TS 05。
開站當時稱作「白鬚站」（日语：／ Shirahige eki */?），在1924年（大正13年）恢復營運時更名「玉之井站」（日语：／ Tamanoi eki */?），1987年（昭和62年）再改為現行站名。改名後站名牌仍保留過去站名「舊玉之井」。

## 歷史
- 1902年4月1日：白鬚站開業。
- 1905年（明治38年）7月15日：白鬚站暫時休站。
- 1908年（明治41年）4月4日：白鬚站廢除。
- 1924年（大正13年）10月1日：重新營業，更名為「玉之井站」[3]。
- 1945年（昭和20年）5月20日：因東京大空襲休站。
- 1949年（昭和24年）10月1日：恢復營業。
- 1987年（昭和62年）12月21日：更名東向島站。
- 1989年（平成元年）5月20日：高架下的東武博物館開館。
- 2012年（平成24年）
  - 3月17日：導入車站編號TS 05。
  - 9月27日：導入發車音樂。

1928年（昭和3年）至1936年（昭和11年），京成電氣軌道白鬚線可在此轉乘（京成玉之井站）。

## 車站結構

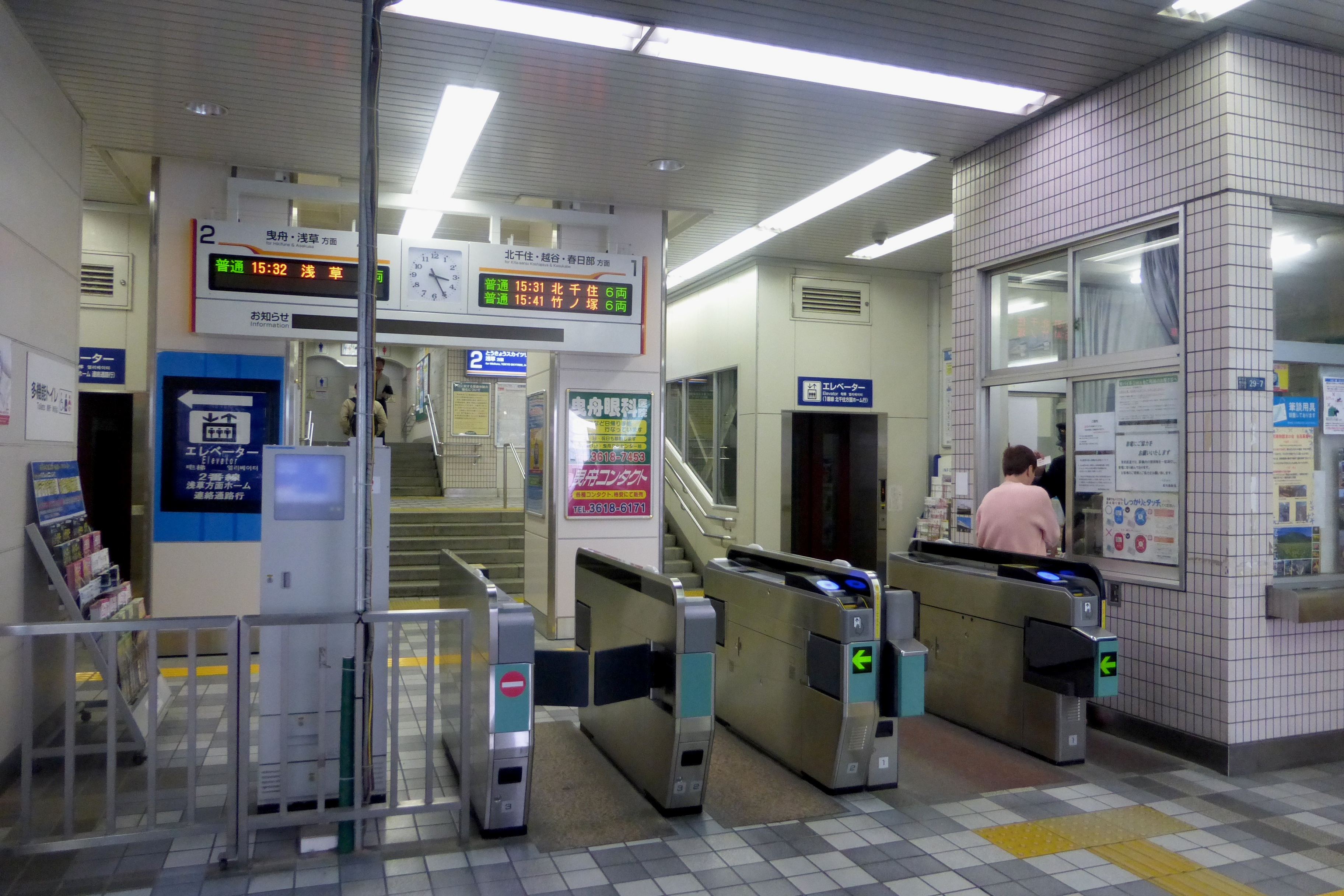
東向島站剪票口 (2015年)

本站是側式月台2面2線高架車站。雖然月台有效長度可停靠10輛編組，但採用10輛編組的東京地下鐵半藏門線、東急田園都市線直通列車不停本站。
2007年春季設置各月台與一樓付費大廳之間的電梯。淺草方向月台的電梯需在中間樓層（中2層）轉乘。
廁所在付費區內，男性用與女性用廁所在中2層，多功能廁所在1樓。

### 月台配置
| 月台 | 路線         | 方向 | 目的地                                                           |
| ---- | ------------ | ---- | ---------------------------------------------------------------- |
| 1    | 東武晴空塔線 | 下行 | 北千住、新越谷、東武動物公園、 伊勢崎線 久喜、 日光線 南栗橋方向 |
| 2    | 東武晴空塔線 | 上行 | 曳舟、東京晴空塔、淺草方向                                       |

## 使用情況
2017年度一日平均上下車人次為19,107人。
近年一日平均上下、上車人次推移如下表。
| 年度               | 一日平均 上下車人次 | 一日平均 上車人次 |
| ------------------ | ------------------- | ----------------- |
| 1992年（平成04年） |                     | 7,671             |
| 1993年（平成05年） |                     | 7,781             |
| 1994年（平成06年） |                     | 7,948             |
| 1995年（平成07年） |                     | 8,109             |
| 1996年（平成08年） |                     | 7,942             |
| 1997年（平成09年） |                     | 7,926             |
| 1998年（平成10年） | 15,607              | 7,803             |
| 1999年（平成11年） | 14,934              | 7,459             |
| 2000年（平成12年） | 14,977              | 7,521             |
| 2001年（平成13年） | 14,583              | 7,414             |
| 2002年（平成14年） | 14,515              | 7,408             |
| 2003年（平成15年） | 14,830              | 7,525             |
| 2004年（平成16年） | 14,739              | 7,436             |
| 2005年（平成17年） | 14,832              | 7,474             |
| 2006年（平成18年） | 15,413              | 7,784             |
| 2007年（平成19年） | 16,867              | 8,533             |
| 2008年（平成20年） | 17,035              | 8,562             |
| 2009年（平成21年） | 16,913              | 8,501             |
| 2010年（平成22年） | 16,795              | 8,408             |
| 2011年（平成23年） | 16,226              | 8,180             |
| 2012年（平成24年） | 17,304              | 8,603             |
| 2013年（平成25年） | 17,730              |                   |
| 2014年（平成26年） | 17,726              |                   |
| 2015年（平成27年） | 18,090              |                   |
| 2016年（平成28年） | 18,797              |                   |
| 2017年（平成29年） | 19,107              |                   |

## 京成電氣軌道 京成玉之井站
京成玉之井站（日语：／ Keisei-tamanoi eki */?），曾是京成電氣軌道（現時京成電鐵）白鬚線的車站。

### 歷史
- 1928年（昭和3年）4月7日：開業
- 1936年（昭和11年）3月1日：全線廢止[7]。

## 車站周邊

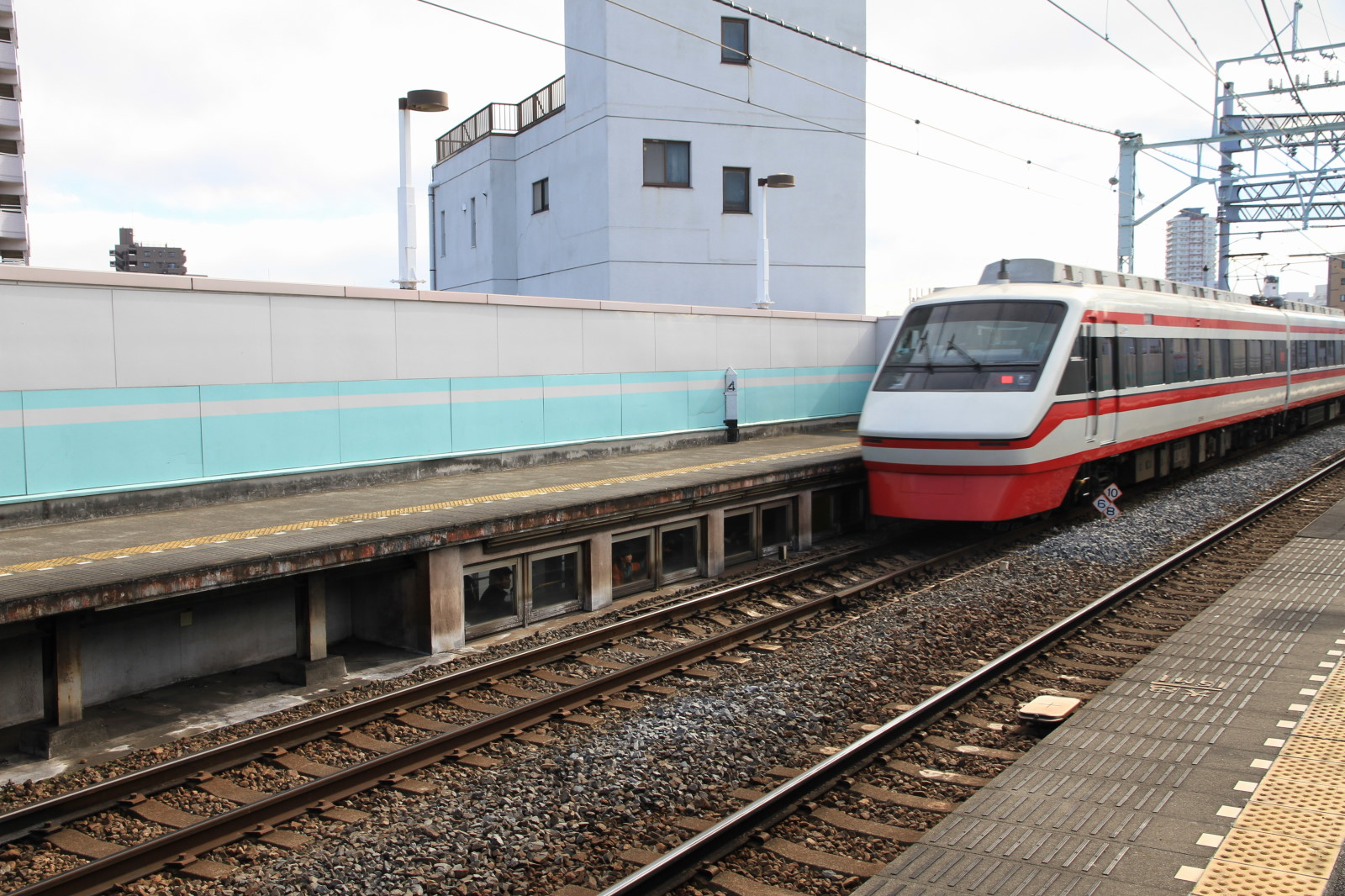
月台與月台下的東武博物館「人行觀察步道」（2011年1月）

- 東武博物館 - 位於高架下，站名標也標示「東武博物館 下車站」。館內有月台監視影像與可看見線路的人行觀察步道。
- 向島百花園
- 東京都立墨田川高等學校（日语：東京都立墨田川高等学校）
- 東京勞動局向島勞動基準監督署
- 向島消防署
- 墨田區向島保健中心
- 東向島五郵便局
- 墨田白鬚郵便局
- 國道6號（水戶街道）
- 明治通

### 巴士路線
最近的巴士站是水戶街道上的「向島消防署前」，以下路線由都營巴士運行。
- 草39：往金町站 / 往淺草壽町、往上野松坂屋前（僅平日白天）

另外，也可利用明治通上距離稍遠的都營巴士「東向島廣小路」巴士站。
- 草39：往金町站 / 往淺草壽町、往上野松坂屋前（僅平日白天）
- 里22：往龜戶站 / 往日暮里站、往南千住車庫（日语：都営バス南千住営業所）
- 錦40：往錦糸町站 / 往南千住站東口（僅白天）

## 其他
- 本站東側在大正時代至1958年（昭和33年）為止，是曾出現在永井荷風等文學作品的知名私娼街「玉之井（日语：玉の井）」。

## 相鄰車站
東武鐵道
 東武晴空塔線
■急行、■準急
通過
■區間急行、■區間準急、■普通
曳舟（TS 04）－東向島（TS 05）－鐘淵（TS 06）

### 曾經存在的路線
京成電氣軌道
白鬚線
長浦－京成玉之井－白鬚

## 外部連結
- 東向島（車站資訊） - 東武鐵道